# Fjodor Fjodorov
Fjodor Viktorovitj Fjodorov, ryska: Фёдор Викторович Фёдоров, född 11 juni 1981 i Apatity, Murmansk oblast, Sovjetunionen, är en rysk professionell ishockeyspelare som spelar för Lada Togliatti i KHL. Han är yngre bror till Sergej Fjodorov. 
Fjodorov har spelat 18 matcher för NHL-lagen Vancouver Canucks och New York Rangers och gjort 2 assist. Han har utöver det spelat för ett antal olika klubbar i Ryssland och i AHL.
Säsongen 2006–07 spelade han 18 matcher för Malmö Redhawks i Elitserien.
Fjodor Fjodorov deltog i VM-turneringen 2005 där Ryssland slutade på en tredje plats. Han registrerades för 1 assist på 6 matcher.

## Klubbar
- Detroit Little Caesars 1997–98
- Port Huron Border Cats 1998–99
- Windsor Spitfires 1999–00
- Sudbury Wolves 2000–01
- Columbia Inferno 2001–02
- Manitoba Moose 2001–2004
- Vancouver Canucks 2002–2004
- Spartak Moskva 2004–05
- Metallurg Magnitogorsk 2004–05, 2009–10
- New York Rangers 2005–06
- Hartford Wolf Pack 2005–06
- Syracuse Crunch 2005–06
- Lokomotiv Jaroslavl 2006–07
- Malmö Redhawks 2006–07
- Dynamo Moskva 2007–08
- Neftechimik Nizjnekamsk 2008–09, 2010–11
- Atlant Moskva Oblast 2010–11
- SKA Sankt Petersburg 2011–13
- CSKA Moskva 2013–2014
- Lada Togliatti 2014–